# Dalekie (obwód grodzieński)
Dalekie (biał. Далёкія, Dalokija; ros. Далёкие, Dalokije) – agromiasteczko na Białorusi, w obwodzie grodzieńskim, w rejonie lidzkim, w sielsowiecie Tarnowszczyzna.
Znajduje się tu przystanek kolejowy Dalekie, położony na linii Lida – Mosty.

## Historia
W XIX i w początkach XX w. położone było w Rosji, w guberni wileńskiej, w powiecie lidzkim.
W dwudziestoleciu międzywojennym leżało w Polsce, w województwie nowogródzkim, w powiecie lidzkim, w gminie Tarnowo/Białohruda. W 1921 miejscowość liczyła 216 mieszkańców, zamieszkałych w 39 budynkach, w tym 211 Polaków i 5 osób innej narodowości. 126 mieszkańców było wyznania prawosławnego i 90 rzymskokatolickiego.
Po II wojnie światowej w granicach Związku Sowieckiego. Od 1991 w niepodległej Białorusi.